# Psiloderces vulgaris
Psiloderces vulgaris là một loài nhện trong họ Ochyroceratidae. Loài này phân bố ở Thailand.